# Lesa (España)
Lesa (llamada oficialmente Santa Mariña de Lesa) es una parroquia y una aldea española del municipio de Coirós, en la provincia de La Coruña, Galicia.

## Entidades de población
Entidades de población que forman parte de la parroquia:
- Figueiras
- Lapela (A Lapela)
- Lesa
- Merille
- Souto (O Souto)

## Demografía

### Parroquia
| Gráfica de evolución demográfica de Lesa (parroquia) entre 2000 y 2022 |
|                                                                        |
| Datos según el nomenclátor publicado por el INE.                       |

### Aldea
| Gráfica de evolución demográfica de Lesa (aldea) entre 2000 y 2022 |
|                                                                    |
| Datos según el nomenclátor publicado por el INE.                   |